# The Mystery of Time
The Mystery of Time é o sexto álbum de estúdio do projeto musical Avantasia. O álbum foi gravado em 2012 e foi lançado em 29 de março de 2013. A capa do álbum foi criada por Rodney Matthews.

## Faixas
Todas as letras escritas por Tobias Sammet. 
| N.º | Título                                                           | Vocalista convidado        | Duração |  |
| 1.  | "Spectres" (Espectros)                                           | Joe Lynn Turner            | 6:09    |  |
| 2.  | "The Watchmakers' Dream" (O Sonho dos Relojoeiros)               | Turner                     | 4:14    |  |
| 3.  | "Black Orchid" (Orquídea Negra)                                  | Biff Byford                | 6:52    |  |
| 4.  | "Where Clock Hands Freeze" (Onde Ponteiros de Relógios Congelam) | Michael Kiske              | 4:35    |  |
| 5.  | "Sleepwalking" (Sonambulismo)                                    | Cloudy Yang                | 3:52    |  |
| 6.  | "Savior in the Clockwork" (Salvador na Corda)                    | Turner, Byford, Kiske      | 10:40   |  |
| 7.  | "Invoke the Machine" (Invoque a Máquina)                         | Ronnie Atkins              | 5:30    |  |
| 8.  | "What's Left of Me" (O Que Resta de Mim)                         | Eric Martin                | 5:07    |  |
| 9.  | "Dweller in a Dream" (Habitante em um Sonho)                     | Kiske                      | 4:45    |  |
| 10. | "The Great Mystery" (O Grande Mistério)                          | Turner, Byford, Bob Catley | 10:03   |  |

### Edição Limitada
| N.º | Título                                                                          | Duração |  |
| 11. | "The Cross and You" (A Cruz e Você)                                             | 4:14    |  |
| 12. | "Death Is Just a Feeling (Versão Alternativa)" (A Morte é Apenas um Sentimento) | 5:24    |  |

CD 2
Faixas Instrumentais

## Músicos
- Tobias Sammet - vocais, baixo
- Sascha Paeth - guitarras, produção
- Miro – teclados
- Russell Gilbrook - bateria

### Convidados

#### Instrumentistas
Guitarristas
- Bruce Kulick (nas faixas 3, 10)
- Oliver Hartmann (nas faixas 4, 9)
- Arjen Anthony Lucassen (na faixa 2)

#### Cantores
- Joe Lynn Turner (ex-Rainbow, ex-Deep Purple) (nas faixas 1, 2, 6, 10)
- Michael Kiske (ex-Helloween, Place Vendome, Unisonic) (nas faixas 4, 6, 9)
- Biff Byford (Saxon) (nas faixas 3, 6, 10)
- Ronnie Atkins (Pretty Maids) (na faixa 7)
- Eric Martin (Mr. Big) (na faixa 8)
- Cloudy Yang (na faixa 5)
- Bob Catley (Magnum) (na faixa 10)